# Sika Point
Sika Point är en udde i Gambia.   Den ligger i regionen North Bank Division, i den västra delen av landet, 30 km öster om huvudstaden Banjul.
Terrängen inåt land är platt. Havet är nära Sika Point åt sydväst. Runt Sika Point är det ganska glesbefolkat, med 42 invånare per kvadratkilometer. Närmaste större samhälle är Lamin, 13,0 km väster om Sika Point. Trakten runt Sika Point består till största delen av jordbruksmark.